# كوهن برامول
كوهن برامول (بالإنجليزية: Cohen Bramall) هو لاعب كرة قدم بريطاني في مركز ظهير ‏، ولد في 2 أبريل 1996 في كرو في المملكة المتحدة. لعب مع كولتشستر يونايتد ونادي أرسنال ونادي هدنسفورد تاون.

## وصلات خارجية
- كوهن برامول على موقع قاعدة بيانات كرة القدم.إي يو (الإنجليزية)
- كوهن برامول على موقع Soccerway.com (الإنجليزية)